# برنامج التدريب والتأهيل المهنى في مصر
برنامج التدريب والتأهيل المهنى في مصر هو برنامج حكومي أطلقته الحكومة المصرية في أبريل 2003 لتأهيل اليد العاملة، من خلال مشاريع ممولة في إطار الشراكة مع الاتحاد الأوروبي، بما يتماشى مع ما تتطلبه سوق العمل المحلية والعالمية من مهارات ومؤهلات.

## الأهداف
يسعى البرنامج إلى دعم آلية التدريب ومساندة المؤسسات في البلاد، والمشاركة في وضع إستراتيجية شاملة وصوغها على المستوى القومي للتعليم الفني والتدريب المهني لمواءمة احتياجات سوق العمل للـ 25 سنة المقبلة.
ويقدر الحاصلون على الشهادة الإعدادية سنوياً بنحو مليون و300 ألف طالب ينتسب 65% منهم إلى التعليم الثانوي الفني و35% إلى الثانوي العام. لذا اتبعت وزارة التربية والتعليم إستراتيجية من 12 برنامجاً لتطوير التعليم وإصلاحه، من ضمنها التعليم الفني. وتبنت وزارة التعليم العالي 6 برامج لتطويره من ضمنها برنامج التعليم الفني، إضافة إلى برنامج إنشاء المجمعات التكنولوجية، وتشمل مدرسة فنية صناعية وكلية تكنولوجيا وكلية تعليم صناعي ومركزاً للتدريب في منظومة تعليمية واحدة. وأعدت وزارة التجارة والصناعة البرنامج القومي لإصلاح التعليم الفني والتدريب المهني في مصر.
برنامج التعليم الفني والتدريب المهني الموقع في أبريل 2003 ممول بمبلغ 66 مليون يورو مناصفة بين مصر والاتحاد الأوروبي، ووزارة الصناعة والتجارة الجهة المسؤولة عن تنفيذه.

## وصلات خارجية
- موقع البرنامج.